# Кефалос
Ке́фалос (греч. Κέφαλος) — малый город в Греции. Расположен на высоте 86 метров над уровнем моря, в юго-западной части острова Кос, в 34 километрах к юго-западу от города Кос и в 13 километрах к юго-западу от международного аэропорта «Ипократис». Входит в общину Кос в периферии Южные Эгейские острова. По результатам переписи 2011 года население Кефалоса составляет 2156 человек.

## История
Находки в пещере Аспри-Петра (Σπήλαιο Ασπρης Πέτρας) в окрестностях Кефалоса доказывают, что заселение Коса человеком началось в период неолита. Близ Кефалоса находятся руины Астипалеи (др.-греч. Ἀστυπάλαια), которая до 366 года до н. э. была столицей острова. Затем Астипалея была почти полностью разрушена, от древнего города сохранились только руины. В Кефалосе находятся две базилики Святого Стефана, а также замок госпитальеров конца XV — начала XVI века. Популярный курорт с песчаным живописным пляжем и традиционной архитектурой, доминантой города служит старинная ветряная мельница.

## Сообщество
Сообщество создано в 1948 году (ΦΕΚ 248Α). В сообщество входят четыре населённых пункта. Население 2638 жителей по переписи 2011 года. Площадь 71,388 квадратного километра.
| Населённый пункт | Население (2011), человек |
| ---------------- | ------------------------- |
| Камарион         | 154                       |
| Камбос           | 228                       |
| Кефалос          | 2156                      |
| Ония             | 100                       |

## Население
| Год  | Население, человек |
| ---- | ------------------ |
| 1991 | 2281               |
| 2001 | 2467               |
| 2011 | ↘ 2156             |

- Старинная ветряная мельница в Кефалосе
- Раннехристианская базилика Святого Стефана